# Közönséges pörölycápa
A közönséges pörölycápa (Sphyrna zygaena) a porcos halak (Chondrichthyes) osztályának kékcápaalakúak (Carcharhiniformes) rendjébe, ezen belül a pörölycápafélék (Sphyrnidae) családjába tartozó faj, amely egyben e porcoshal-nem típusfaja is.
Az angol nyelvben ezt a cápát sima pörölycápának („smooth hammerhead”) nevezik, mivel más fajoktól ellentétben, a „kalapácsfej” elülső részén nincs semmiféle dudor vagy egyéb kiemelkedés, tehát a felülete sima. Közeli rokonától, a nagy pörölycápától (Sphyrna mokarran) eltérően a közönséges pörölycápa szemeit tartó „kalapácsfej” szélei kissé hátrahajolnak. Más pörölycápáktól eltérően inkább a mérsékelt övi szélességi körökön levő tengervizeket választja élőhelyéül, világszerte megtalálható e szélességi körök környékén. Nyáron a hűvösebb víztömegeket követve a pólusok felé vándorol. Ekkortájt több száz, vagy akár több ezer fős rajokba verődik össze.
A nagy pörölycápa mögött az ötméteres hosszával a második legnagyobb pörölycápafaj. Ragadozó lévén számos élőlény szerepel az étlapján, köztük csontos halak és tengeri gerinctelenek; a nagyobb példányok rájákat és más cápafajokat is zsákmányolnak. Mint minden pörölycápa, ez a faj is elevenszülő, és egy vemhesség alatt 20–40 utódja jöhet a világra. Amint a magyar neve is mutatja, ez a cápafaj közönséges, azaz gyakori, emiatt az elterjedési területén ipari mértékű halászata folyik. Szándékosan és mellékfogásként is belekerülhet a halászhálókba, hiszen akár a többi cápafajt, elsősorban az uszonyaiért halásszák. A jelentős gazdasági érdek abból ered, hogy az ázsiai konyhákban kedvelt fogás a cápauszonyleves.
Mérete és éles fogai miatt veszélyt jelent az ember számára, de csak néhány cápatámadásért felelős. Ennek fő oka, hogy a nembeli társaitól eltérően a hidegebb vizek lakója, ezért kevésbé valószínű, hogy a fürdőzők ezzel a pörölycápafajjal találkozzanak. A Természetvédelmi Világszövetség (IUCN) sebezhető fajként tartja számon.

## Rendszertani besorolása és a neve
Először Carl von Linné, a neves svéd természettudós írta le 1758-ban, akit egyébként a „rendszerezés atyjának” tartanak. A svéd tudós először a Squalus zygaena nevet adta neki, de akkortájt még nem tekintette típusfajnak. Az állat leírását a „Systema Naturae” című könyv tizedik kiadásában ismertette az olvasókkal. A halat később átnevezte Sphyrna zygaenára. A hal fajneve zygaena, amely a görög „zygòn” szóból ered, jelentése járom, mivel e porcos hal kissé meghajló „kalapácsfeje” a szarvasmarhákon alkalmazott igára emlékeztet. A szintén görög „zýgaina” szót Arisztotelész görög tudós és filozófus is használta a pörölycápa megnevezésekor. Amikor valaki pörölycápára gondol, akkor a legvalószínűbb az, hogy ezt a cápát látja maga előtt, mivel az ismeretterjesztő filmekben is ezt a pörölycápafajt mutatják a leggyakrabban.
|  | Sphyrna mokarran |
|  |                  |
|  | Sphyrna zygaena  |
|  |                  |

|  | Sphyrna tudes |
|  |               |
|  | Sphyrna media |
|  |               |

|  | Sphyrna tiburo |
|  |                |
|  | Sphyrna corona |
|  |                |

|  | Sphyrna tudes |
|  |               |
|  | Sphyrna media |
|  |               |

|  | Sphyrna tiburo |
|  |                |
|  | Sphyrna corona |
|  |                |

|  | Sphyrna tudes |
|  |               |
|  | Sphyrna media |
|  |               |

|  | Sphyrna tiburo |
|  |                |
|  | Sphyrna corona |
|  |                |

|  | Sphyrna tudes |
|  |               |
|  | Sphyrna media |
|  |               |

|  | Sphyrna tiburo |
|  |                |
|  | Sphyrna corona |
|  |                |

|  | Sphyrna mokarran |
|  |                  |
|  | Sphyrna zygaena  |
|  |                  |

|  | Sphyrna tudes |
|  |               |
|  | Sphyrna media |
|  |               |

|  | Sphyrna tiburo |
|  |                |
|  | Sphyrna corona |
|  |                |

|  | Sphyrna tudes |
|  |               |
|  | Sphyrna media |
|  |               |

|  | Sphyrna tiburo |
|  |                |
|  | Sphyrna corona |
|  |                |

|  | Sphyrna tudes |
|  |               |
|  | Sphyrna media |
|  |               |

|  | Sphyrna tiburo |
|  |                |
|  | Sphyrna corona |
|  |                |

|  | Sphyrna tudes |
|  |               |
|  | Sphyrna media |
|  |               |

|  | Sphyrna tiburo |
|  |                |
|  | Sphyrna corona |
|  |                |

|  | Sphyrna mokarran |
|  |                  |
|  | Sphyrna zygaena  |
|  |                  |

|  | Sphyrna tudes |
|  |               |
|  | Sphyrna media |
|  |               |

|  | Sphyrna tiburo |
|  |                |
|  | Sphyrna corona |
|  |                |

|  | Sphyrna tudes |
|  |               |
|  | Sphyrna media |
|  |               |

|  | Sphyrna tiburo |
|  |                |
|  | Sphyrna corona |
|  |                |

|  | Sphyrna tudes |
|  |               |
|  | Sphyrna media |
|  |               |

|  | Sphyrna tiburo |
|  |                |
|  | Sphyrna corona |
|  |                |

|  | Sphyrna tudes |
|  |               |
|  | Sphyrna media |
|  |               |

|  | Sphyrna tiburo |
|  |                |
|  | Sphyrna corona |
|  |                |

|  | Sphyrna mokarran |
|  |                  |
|  | Sphyrna zygaena  |
|  |                  |

|  | Sphyrna tudes |
|  |               |
|  | Sphyrna media |
|  |               |

|  | Sphyrna tiburo |
|  |                |
|  | Sphyrna corona |
|  |                |

|  | Sphyrna tudes |
|  |               |
|  | Sphyrna media |
|  |               |

|  | Sphyrna tiburo |
|  |                |
|  | Sphyrna corona |
|  |                |

|  | Sphyrna tudes |
|  |               |
|  | Sphyrna media |
|  |               |

|  | Sphyrna tiburo |
|  |                |
|  | Sphyrna corona |
|  |                |

|  | Sphyrna tudes |
|  |               |
|  | Sphyrna media |
|  |               |

|  | Sphyrna tiburo |
|  |                |
|  | Sphyrna corona |
|  |                |

|  | Sphyrna mokarran |
|  |                  |
|  | Sphyrna zygaena  |
|  |                  |

|  | Sphyrna tudes |
|  |               |
|  | Sphyrna media |
|  |               |

|  | Sphyrna tiburo |
|  |                |
|  | Sphyrna corona |
|  |                |

|  | Sphyrna tudes |
|  |               |
|  | Sphyrna media |
|  |               |

|  | Sphyrna tiburo |
|  |                |
|  | Sphyrna corona |
|  |                |

|  | Sphyrna tudes |
|  |               |
|  | Sphyrna media |
|  |               |

|  | Sphyrna tiburo |
|  |                |
|  | Sphyrna corona |
|  |                |

|  | Sphyrna tudes |
|  |               |
|  | Sphyrna media |
|  |               |

|  | Sphyrna tiburo |
|  |                |
|  | Sphyrna corona |
|  |                |

|  | Sphyrna mokarran |
|  |                  |
|  | Sphyrna zygaena  |
|  |                  |

|  | Sphyrna tudes |
|  |               |
|  | Sphyrna media |
|  |               |

|  | Sphyrna tiburo |
|  |                |
|  | Sphyrna corona |
|  |                |

|  | Sphyrna tudes |
|  |               |
|  | Sphyrna media |
|  |               |

|  | Sphyrna tiburo |
|  |                |
|  | Sphyrna corona |
|  |                |

|  | Sphyrna tudes |
|  |               |
|  | Sphyrna media |
|  |               |

|  | Sphyrna tiburo |
|  |                |
|  | Sphyrna corona |
|  |                |

|  | Sphyrna tudes |
|  |               |
|  | Sphyrna media |
|  |               |

|  | Sphyrna tiburo |
|  |                |
|  | Sphyrna corona |
|  |                |

|  | Sphyrna mokarran |
|  |                  |
|  | Sphyrna zygaena  |
|  |                  |

|  | Sphyrna tudes |
|  |               |
|  | Sphyrna media |
|  |               |

|  | Sphyrna tiburo |
|  |                |
|  | Sphyrna corona |
|  |                |

|  | Sphyrna tudes |
|  |               |
|  | Sphyrna media |
|  |               |

|  | Sphyrna tiburo |
|  |                |
|  | Sphyrna corona |
|  |                |

|  | Sphyrna tudes |
|  |               |
|  | Sphyrna media |
|  |               |

|  | Sphyrna tiburo |
|  |                |
|  | Sphyrna corona |
|  |                |

|  | Sphyrna tudes |
|  |               |
|  | Sphyrna media |
|  |               |

|  | Sphyrna tiburo |
|  |                |
|  | Sphyrna corona |
|  |                |

|  | Sphyrna mokarran |
|  |                  |
|  | Sphyrna zygaena  |
|  |                  |

|  | Sphyrna tudes |
|  |               |
|  | Sphyrna media |
|  |               |

|  | Sphyrna tiburo |
|  |                |
|  | Sphyrna corona |
|  |                |

|  | Sphyrna tudes |
|  |               |
|  | Sphyrna media |
|  |               |

|  | Sphyrna tiburo |
|  |                |
|  | Sphyrna corona |
|  |                |

|  | Sphyrna tudes |
|  |               |
|  | Sphyrna media |
|  |               |

|  | Sphyrna tiburo |
|  |                |
|  | Sphyrna corona |
|  |                |

|  | Sphyrna tudes |
|  |               |
|  | Sphyrna media |
|  |               |

|  | Sphyrna tiburo |
|  |                |
|  | Sphyrna corona |
|  |                |

Azok a vizsgálatok, amelyek az alaktanra alapoznak, a közönséges pörölycápát a nagy pörölycápával és a csipkés pörölycápával (Sphyrna lewini) együtt e halcsalád fejlettebb képviselőjének tekintik; mivel sokáig az a közismert tévhit létezett, mely szerint a kezdetleges fajoknak kis „kalapácsuk” volt, és a fejlődés során az újabb fajok egyre nagyobb és nagyobb „kalapácsfejet” növesztettek. Azonban az új törzsfejlődés-kutatások, amelyek a sejtmagban található (nukleáris) DNS (nDNS) vizsgálatot, valamint a mitokondriális genetikát alkalmazzák, arra az eredményre jutottak, hogy a nagy pörölycápával együtt a közönséges pörölycápa a Sphyrna halnemen belül bazális kládot alkot. Tehát az első pörölycápák nem kis, hanem nagy „kalapácsfejűek” voltak. Továbbá a két bazális faj közelebbi rokonságban áll egymással, mint a halnem többi fajával; meglehet, hogy a többi pörölycápa a két bazális fajjal távolabbi rokonságban álló csipkés pörölycápából fejlődött ki.

## Előfordulása
A közönséges pörölycápa a Föld összes mérsékelt övi és trópusi tengerében megtalálható; a többi pörölycápától eltérően jobban bírja a hideget, emiatt a magasabban levő szélességi körök mentén ezzel a pörölycápafajjal lehet a leggyakrabban találkozni. Az Atlanti-óceán nyugati részén, a kanadai Új-Skóciától a Virgin-szigetekig és Brazíliától Argentína déli részéig található meg. Ugyanezen óceán keleti részén, a Brit-szigetektől az Elefántcsontpartig fordul elő. A Földközi-tengerben is van állománya. További előfordulási helyei a Vörös-tengertől és a Dél-afrikai Köztársaságtól Srí Lankáig, Japántól és Dél-Szibériától a vietnámi-öbölig, valamint Dél-Ausztráliától Új-Zélandig vannak. Hawaii vizeiben is él. A Csendes-óceán keleti részén Észak-Kaliforniától Chiléig található meg. A Galápagos-szigetek között, valamint Panama és Ecuador vizeiben is fellelhető. Habár trópusi állományai is vannak, mint például Mozambik tengeri vizeiben és az indiai Mannar-öbölben, a közönséges pörölycápát nem tekintik trópusi halfajnak. Az is meglehet, hogy a trópusi példányai valójában más pörölycápafajokhoz tartoznak, azaz a fajok egyszerű összetévesztéséről van szó.

## Megjelenése

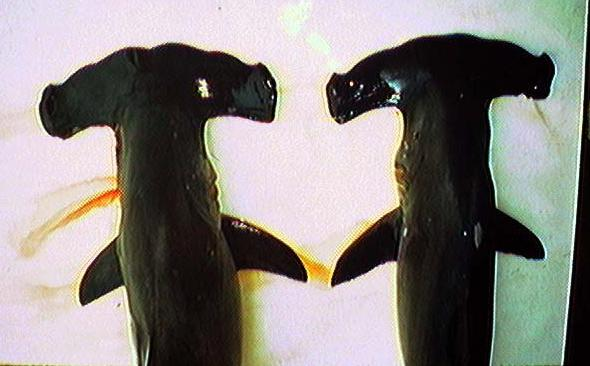
Két pörölycápafaj „kalapácsfejének” összehasonlítása. A bal oldali csipkés pörölycápa, míg a jobb oldali közönséges pörölycápa

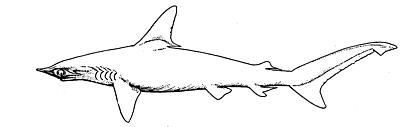
Amint ez a rajz is mutatja, e porcos hal teste is áramvonalas

A nagy pörölycápa után a közönséges pörölycápa a legnagyobb „kalapácsfejű”. Ez a porcos hal általában 250–350, de akár 500 centiméter hosszúra is megnőhet. 265 centiméteresen már felnőttnek számít. Legfeljebb 400 kilogramm testtömegű. A mérete mellett a nembeli társaitól a fej alakja is megkülönbözteti. A közönséges pörölycápa kalapács alakú fejének az elülső része kerekebb, annak közepe pedig mélyedésmentes. A „kalapács” szélessége a hal hosszának a 26–29%-a. Az orrnyílásai a széles fej széleinek a közelében vannak, és hosszú mélyedésekként folytatódnak a fej közepe felé. A felső állcsonton (maxilla) 26–32 fogsor, míg az állkapocscsonton (mandibula) 25–30 fogsor ül. Mindegyik fog háromszög alakú; egyesek széle sima, míg másoké enyhén csipkézett.
A teste áramvonalas; a két hátúszója között nincsen gerinc menti kiemelkedés. Az első hátúszója közepesen magas és sarló alakú, kerekített úszóvéggel. A mellúszók és a hasúszók nem sarló alakúak, sőt a hátsó részeik majdnem egyenesek. A farok alatti úszó nagyobb a második hátúszónál. A farok alatti úszó vége hosszú és szabadon mozog; ez úszó hátsó részén egy mély bemetszés látható. Bőre sok ezer apró, éles fogaspikkellyel fedett, melyet ha előre simítanánk, a dörzspapírhoz lehetne hasonlítani, viszont ha elölről hátulra simítjuk, akkor bársonyos tapintású. Ez a sok fogaspikkelyke szorosan ül egymás mellett. Mindegyik pikkelykének a felnőtt hal esetében 5–7, míg a fiatal halnál csak 3 vízszintes kiemelkedése van, amely W alakot kölcsönöz neki. Testszíne felül a sötét barnásszürkétől az olíva szürkéig vagy sötétszürkéig változik. Az oldalai világosabbak, míg alul a hasi része teljesen kifehéredik. Néha a mellúszók végének a belső része sötét foltozást mutat.

## Életmódja

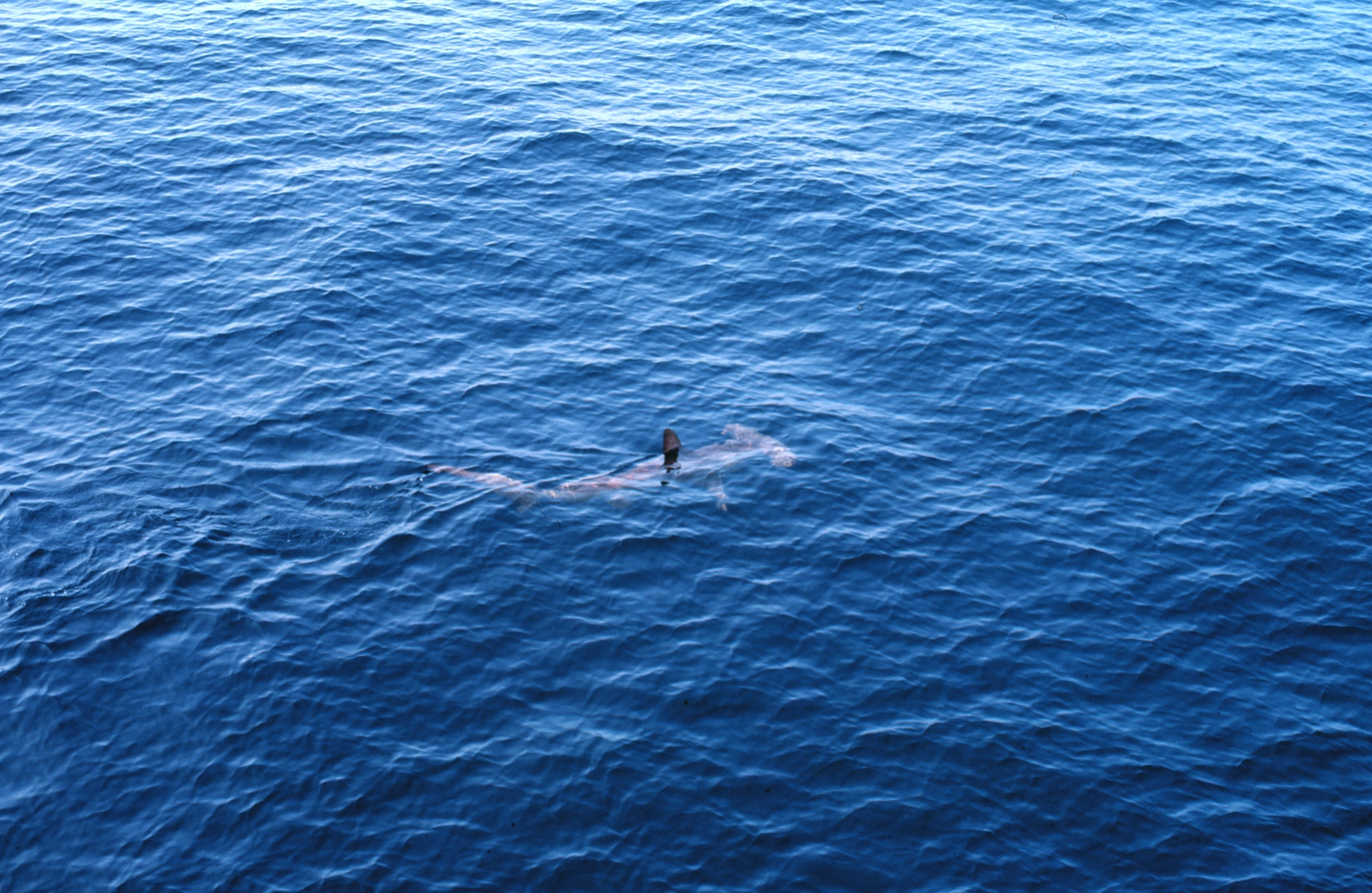
A cápa hollétét a vízből kiemelkedő hátúszója árulja el

A csipkés pörölycápától és a nagy pörölycápától eltérően a közönséges pörölycápa inkább a felszín közelében, általában kevesebb mint 20 méteres mélységben tartózkodik, bár 200 méteres mélységekben is megtalálták már. Főleg a részben szárazfölddel körülvett vizeket, mint például az öblöket és folyótorkolatokat részesíti előnyben, emiatt a sós- és brakkvízben egyaránt megél. Néha a nyílt tengerben, azaz a kontinentális selfek fölött, valamint a szigetek körül is fellelhető. Egy beszámoló szerint az Amerikai Egyesült Államokbeli Florida államban az Indián-folyó alsó szakaszába is felúszott. Nyáron nagy rajokba verődve északra, a hidegebb vizekbe vándorol, míg télen újból visszatér a melegebb tájakra.
A felnőtt példányok magányosak vagy kisebb rajokban úsznak, de éves vándorlásaik során a közönséges pörölycápák nagy számban is összegyűlhetnek egy rajba. A Dél-afrikai Köztársaságban Fokvárostól keletre több száz fős, 1,5 méteresnél kisebb közönséges pörölycápából álló rajokat észleltek, míg Kalifornia vizeiben több ezer példányból álló rajokról érkeztek beszámolók. A forró nyári napokon a hatalmas rajok hollétét a cápák vízből kiemelkedő hátúszója árulja el. A fiatal állatokra a nagy méretű cápák vadásznak, mint például a sötétcápa (Carcharhinus obscurus); a kifejlett pörölycápák főleg Új-Zéland környékén a kardszárnyú delfineknek (Orcinus orca) eshetnek áldozatul. E cápafaj ismert élősködői a fonálférgek (Nematoda) közé tartozó Parascarophis sphyrnae és a Contracaecum-fajok.

### Táplálkozása

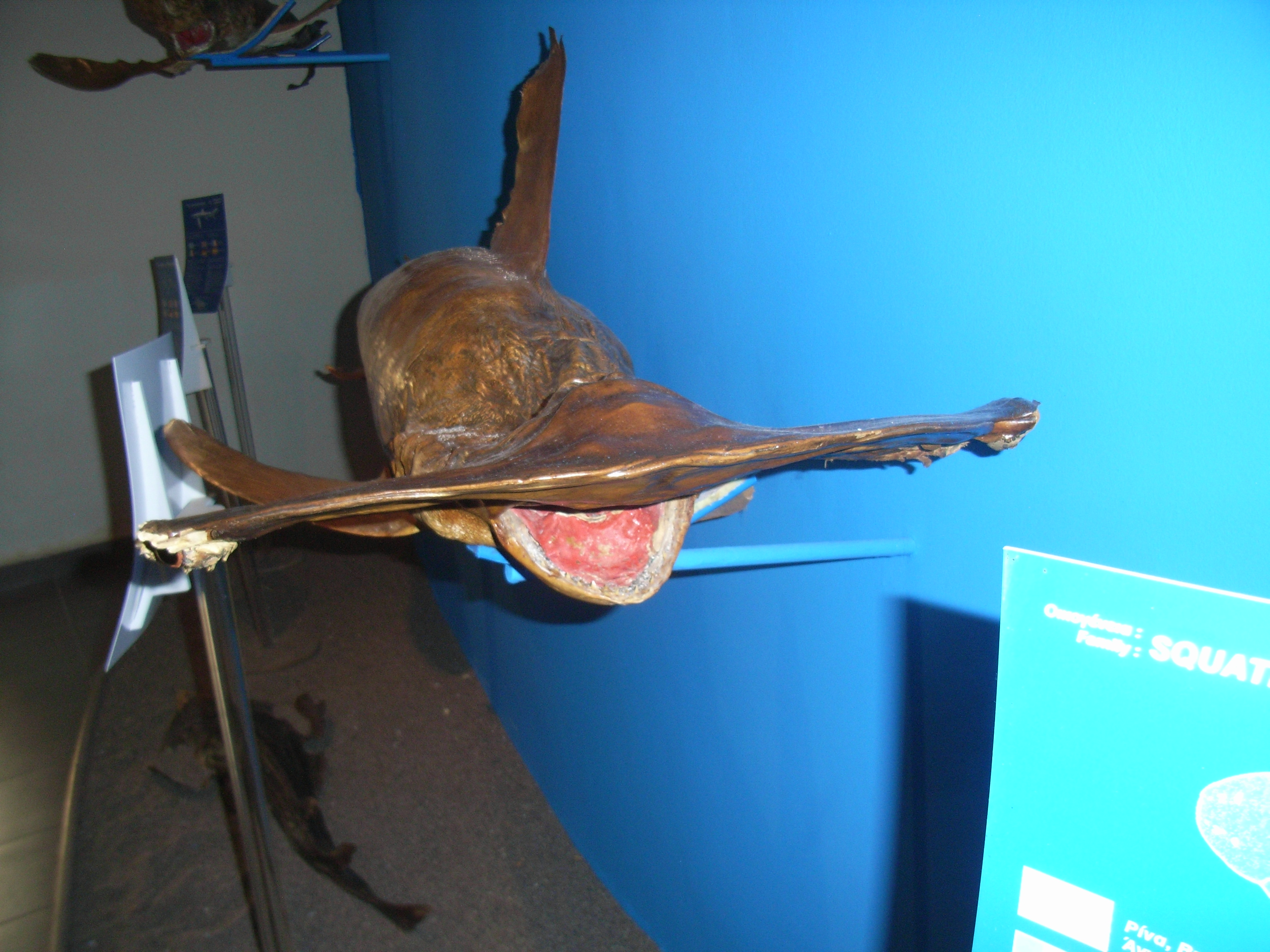
Széles „kalapácsfeje” segítségével talál rá a zsákmányra

A közönséges pörölycápa főleg aktív ragadozó, bár a döghúst sem veti meg. Tápláléka elsősorban kisebb cápafajokból (akár a kisebb fajtársaiból is), rájákból, csontos halakból és fejlábúakból tevődik össze. Az előbbiek mellett kisebb mértékben rákokat, például rövidfarkú rákokat (Brachyura), homárokat, garnélákat és kacslábú rákokat (Cirripedia) is fogyaszt. A hosszú zsinóros halászatban használt csalikat is lelopkodja, bár ez gyakran halálos lehet a számára. Néhol táplálékának nagy részét a tüskésrájafélék alkotják. A tüskésrájafélék mérgező tüskéi gyakran a cápa szájába fúródnak, de ez sem akadályozza meg a zsákmányszerzésben. Európa északibb részein heringalakúakkal és farkassügérrel (Dicentrarchus labrax), míg Észak-Amerika vizeiben foltos királymakrélával (Scomberomorus maculatus) és a heringfélék közé tartozó Brevoortia-fajokkal táplálkozik. Dél-Afrika tengeri vizeiben kalmárokra (Teuthida) és a kontinentális selfek szélein található korallzátonyok közelében úszó heringrajokra vadászik. Amikor eléri a 2 méteres hosszúságot, már cápákra és rájákra is rátámad. Ausztrália környékén az étrendjén főleg a kalmárok szerepelnek, de a csontos halakat sem veti meg.

## Szaporodása

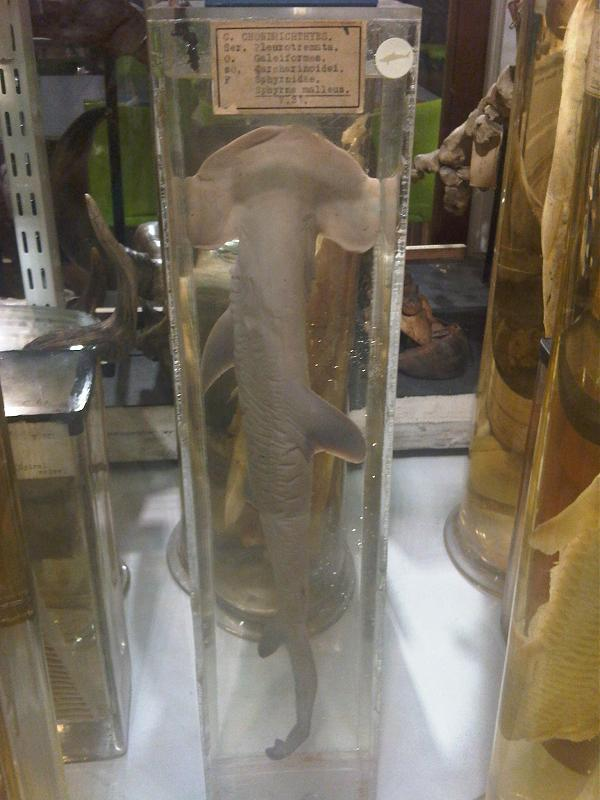
Születésekor a kis közönséges pörölycápa körülbelül 50 centiméter hosszú

A közönséges pörölycápa, akár a többi nembeli társa, elevenszülő hal, vagyis a kis pörölycápák az anyjuk testéből kelnek ki. Miután a kis cápák felélték a szikzacskóik „sárgáját”, a szikzacskók az emlősök méhlepényéhez hasonló burokká alakulnak át, és ezen keresztül táplálja az anyacápa a kicsinyeit. Az ivarérettséget a nőstények 270 centiméteresen, a hímek 210–250 centiméteresen érik el; bár ezt az élőhely is befolyásolja. 10–11 hónapos vemhesség után a nőstény 20–50 fős szaporulatnak ad életet. Az ellések a sekély partmenti vizekben történnek meg; ilyen hely az észak-karolinai Bulls Bay. A kis közönséges pörölycápák születésükkor 50–61 centiméteresek. Dél-Afrikában frissen párosodott nőstényeket fogtak ki februárban, míg Ausztráliában ellésre kész nőstényeket novemberben. Az ellések január és március között történnek, körülbelül ugyanekkor a nőstényeknél újból elindul az ovuláció.
Becslések szerint ez a pörölycápafaj 20 évig, vagy akár még ennél tovább is élhet.

## A közönséges pörölycápa és az ember
Mint sok más nagytestű cápafaj, a közönséges pörölycápa is halálos sérüléseket okozhat az embernek, emiatt a közelében vigyázni kell. Bár nagyobb rokonának, a nagy pörölycápának 34 cápatámadást tulajdonítanak, legalábbis a Nemzetközi Cápatámadás Archívum (International Shark Attack File, ISAF) adatai szerint, meglehet, hogy a kisebbik rokon, azaz a szóban forgó cápa kevesebbszer támadott az emberre. Ez a hidegebb élőhelyének is köszönhető, mivel a közönséges pörölycápa lakta vidékeken kevesebb fürdőző van. Kalifornia déli vizeiben ez a cápafaj gyakran ellopkodja a sporthorgászok és a búvárok zsákmányát.

### Halászata

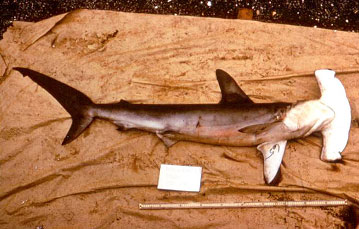
Sok halász a fiatal példányokat sem kíméli a haszon érdekében

Ezt a cápát világszerte ipari méretekben halásszák. A legfőbb halászható helyei a következő országok tengeri vizeiben vannak: az Amerikai Egyesült Államok mindkét partja, Brazília, Spanyolország, a Kínai Köztársaság, a Fülöp-szigetek, Ausztrália délnyugati része és Nyugat-Afrika; ezekben a térségekben főleg hálóval és hosszú zsinórokkal halásszák. Mivel a halászok nem jelentik be – gyakran összetévesztve ezt a fajt más nagytestű nembeli fajokkal –, hogy melyik pörölycápafajból mennyit fogtak ki, a kifogott közönséges pörölycápák száma nem ismert. Frissen, fagyasztva, sózva vagy füstölve árusítják, de mivel húsa néha mérgező lehet, egyes halpiacokon nem kedvelik. Úszóit az úgynevezett cápauszonylevesbe főzik; az összes pörölycápa közül a közönséges pörölycápa úszójának van a legnagyobb értéke. Kint a tengeren a kihalászott halaknak gyakran csak az úszóját vágják le; a haldokló testet visszadobják a vízbe. A bőrét a bőriparban, míg a fel nem használt testrészeit a tenyésztett halak táplálékaként hasznosítják. Májolajából vitaminokat készítenek. A hagyományos kínai orvoslásban is felhasználják különböző testrészeit.

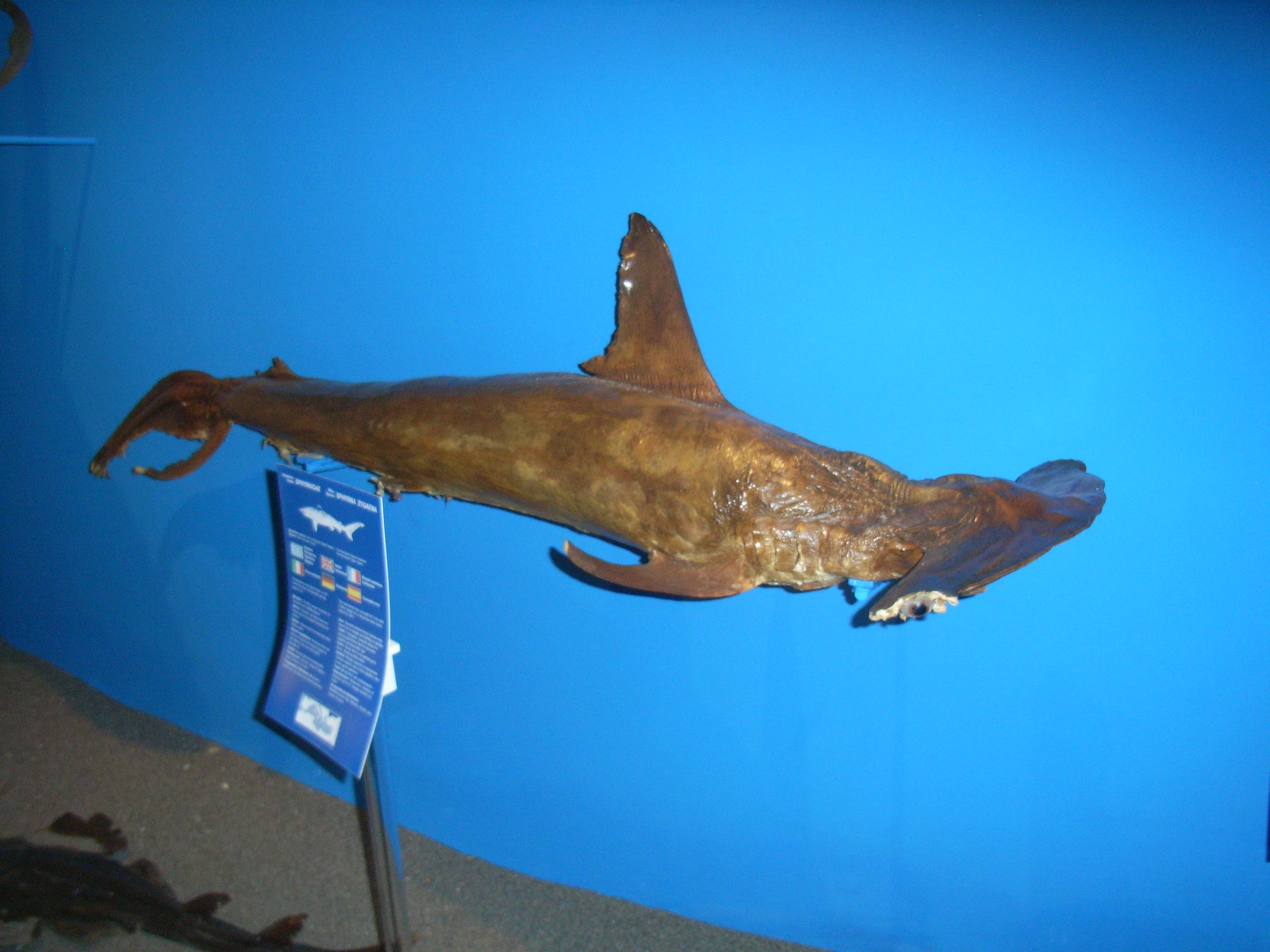
Ha ez a faj és rokonai nem lennének védettek, a következő nemzedékek csak ilyen preparált múzeumi tárgyként találkozhatnának vele

A sporthorgászok is kedvelik. Néha egyéb cápafajoknak és tonhalaknak szánt halászhálókba, valamint az emberek védelmét szolgáló, úgynevezett cápahálókba (hálók, amelyek a fürdőzök biztonságáért vannak kitéve a tengerpartok közelében) gabalyodik bele. Jelentős mellékfogásként jelentkezhet más halfajok horgászatakor. 1978 és 1990 között a dél-afrikai KwaZulu-Natal tartomány vizeiben évente kevesebb mint tíz közönséges pörölycápa került a halászhálókba. Ettől eltérően 1972–1990 között az ausztráliai Új-Dél-Walesben a 4715 kihalászott cápának a fele e fajból származott.

### Védelme
Manapság, ahogy a neve is utal rá, közönséges cápafajnak számít. A Természetvédelmi Világszövetség (IUCN) a globális állományt kevésbé sebezhető fajként tartja számon. Új-Zéland vizeiben szigorúan tilos a halászata, emiatt a szigetország északnyugati partjainál ez a cápafaj fordul elő a legnagyobb számban. Az eddigi adatok szerint úgy tűnik, hogy Ausztrália déli részén nemigen hat az állományaira a halászat. Az USA keleti partjai mentén a halászatát a Nemzeti Tengeri és Halászati Szolgálat (National Marine Fisheries Service; NMFS), valamint az Atlanti-óceáni Cápahalászati Terv (Atlantic shark Fishery Management Plan; FMP) szabályozza. A közönséges pörölycápa rajta van a Nagy partmenti cápa listán.

## Fordítás
- Ez a szócikk részben vagy egészben  a   Smooth hammerhead című angol Wikipédia-szócikk ezen változatának fordításán alapul.  Az eredeti cikk szerkesztőit annak laptörténete sorolja fel. Ez a jelzés csupán a megfogalmazás eredetét és a szerzői jogokat jelzi, nem szolgál a cikkben szereplő információk forrásmegjelöléseként.

### A faj tudományos leírásával foglalkozó internetes ismeretforrások
- A taxon adatlapja az ITIS adatbázisában. Integrated Taxonomic Information System. (Hozzáférés: 2014. december 2.)
- Sphyrna zygaena (Linnaeus, 1758) (angol nyelven). WoRMS World Register of Marine Species. (Hozzáférés: 2014. december 2.)
- Common Smooth Hammerhead Shark Sphyrna zygaena (Linnaeus, 1758) (angol nyelven). BioLiB.cz. (Hozzáférés: 2014. december 2.)
- Sphyrna zygaena (Linnaeus, 1758) (cseh nyelven). AQUATAB. (Hozzáférés: 2014. december 2.)
- Smooth hammerhead (Sphyrna zygaena) (angol nyelven). ARKIVE. [2014. december 6-i dátummal az eredetiből archiválva]. (Hozzáférés: 2014. december 2.)
- Sphyrna zygaena Common hammerhead (angol nyelven). Animal Diversity Web ADW. (Hozzáférés: 2014. december 2.)
- Sphyrna zygaena, Smooth Hammerhead Shark (angol nyelven). Encyclopedia of Life. (Hozzáférés: 2014. december 2.)
- Sphyrna zygaena Linnaeus 1758 (hammerhead shark) (angol nyelven). fossilworks.org. [2015. január 9-i dátummal az eredetiből archiválva]. (Hozzáférés: 2014. december 2.)
- Sphyrna zygaena (angol nyelven). NCBI Taxonomy browser. (Hozzáférés: 2014. december 2.)